# شب ۱۶ ژانویه
شب ۱۶ ژانویه اجرای تئاتری از نویسنده آمریکایی-متولد روسیه، آین رند است که از مرگ صنعتگر سوئدی، ایوار کروگر، الهام گرفته شده است. این نمایشنامه جریان محاکمه قتل در یک دادگاه را به تصویر می‌کشد و ویژگی غیرمعمول آن این است که تماشاگران برای ایفای نقش هیئت منصفه انتخاب می‌شوند. دادگاه پرونده کارن آندره، منشی سابق و معشوقه تاجر بیورن فالکنر را بررسی می‌کند که به قتل او متهم است. نمایشنامه به‌طور مستقیم رویدادهایی که منجر به مرگ فالکنر شده‌اند را نشان نمی‌دهد؛ در عوض، هیئت منصفه باید بر اساس شهادت‌های بازیگران تصمیم بگیرد که آیا آندره گناهکار است یا خیر. پایان نمایشنامه به رأی هیئت منصفه بستگی دارد. هدف راند این بود که تضاد بین فردگرایی و تبعیت از هنجارها (هنجارگرایی) را به صورت دراماتیک به تصویر بکشد، به‌طوری که رأی هیئت منصفه نشان دهد کدام دیدگاه را ترجیح می‌دهند.
اولین اجرای این نمایشنامه در سال ۱۹۳۴ در لس‌آنجلس تحت عنوان زنی در محاکمه به صحنه رفت؛ این نمایشنامه نقدهای عمدتاً مثبتی دریافت کرد و موفقیت تجاری نسبتاً متوسطی به دست آورد. تهیه‌کننده ال وودز آن را در سال‌های ۱۹۳۵–۳۶ در برادوی به روی صحنه آورد و عنوان آن را به «شب ۱۶ ژانویه» تغییر داد. این نمایش به دلیل استفاده نوآورانه از هیئت منصفه‌ای متشکل از تماشاگران، مورد توجه قرار گرفت و به موفقیتی بزرگ تبدیل شد که به مدت هفت ماه اجرا شد. دوریس نولان، در اولین اجرای خود در برادوی، برای بازی در نقش اصلی بازخوردهای مثبتی دریافت کرد. چندین نسخه منطقه‌ای نیز دنبال این نمایش به اجرا درآمد. اجرای آف برادوی آن نیز در سال ۱۹۷۳ با عنوان افسانه پنت‌هاوس، هم از نظر منتقدان و هم تجاری یک شکست بود. فیلمی مبتنی بر این نمایشنامه در سال ۱۹۴۱ به روی پرده آمد؛ این داستان همچنین در تلویزیون و رادیو اقتباس شده است.
رند در خصوص تغییرات مورد نظر برای اجرای برادوی، اختلافات شدیدی با وودز داشت. این اختلافات زمانی به اوج خود رسید که در یک جلسه داوری رند فهمید که وودز بخشی از حق‌الزحمه‌های او را به یک ویراستار متن اختصاص داده است. رند تغییرات ایجادشده در نسخه برادوی و همچنین نسخه‌ای که برای اجراهای آماتور منتشر شده بود را دوست نداشت؛ بنابراین در سال ۱۹۶۸، متن را مجدداً ویرایش کرد تا به عنوان نسخه «قطعی» منتشر شود.

## تاریخچه

### پیش زمینه و اولین اجرا
رند از دو منبع برای شب ۱۶ ژانویه الهام گرفت. اولی، نمایشنامه ملودرام «محاکمه مری دوگان» (۱۹۲۷) بود که دربارهٔ یک شوگرل که به جرم قتل معشوق ثروتمندش تحت پیگرد قرار گرفته بود و به رند ایده نوشتن نمایشنامه‌ای با محوریت یک محاکمه را داد. او می‌خواست پایان نمایشنامه‌اش به جای داشتن پایانی ثابت، به نتیجه محاکمه وابسته باشد. قربانی داستان را بر اساس صنعتگر سوئدی، ایوار کروگر، که به خاطر انحصار تولید کبریت «شاه کبریت» نام داشت، شکل داد. وقتی امپراتوری تجاری کروگر از نظر مالی ناپایدار شد، وی در ۱۲ مارس ۱۹۳۲ پس از اتهام دخالت در معاملات مالی غیرقانونی، خودکشی کرد. این حادثه رند را بر آن داشت تا قربانی داستان را به عنوان یک تاجر بلندپرواز و شخصیتی مشکوک به تصویر بکشد که برای افراد گوناگوی انگیزه لازم برای قتل او را ایجاد کرده بود.
رند نمایشنامه شب ۱۶ ژانویه را در سال ۱۹۳۳ نوشت. او ۲۸ ساله بود و پس از مهاجرت از اتحاد جماهیر شوروی، هفت سال از حضور وی در ایالات متحده می‌گذشت؛ زیرا که نظرات شدیداً ضدکمونیستی، در شوروی او را در معرض خطر قرار داده بود. رند هرگز نمایشنامه ننوشته بود، اما در هالیوود به عنوان فیلم‌نامه‌نویسی جوان برای سیسیل بی. دمیل کار کرده و بعدتر در بخش لباس‌سازی استودیو آر.کی. او فعالیت می‌کرد. در سپتامبر ۱۹۳۲، رند فیلم‌نامه‌ای با عنوان «سرباز سرخ» را به استودیو یونیورسال فروخت و از آر.کی. او استعفا داد تا اولین رمانش، ما زندگان را به پایان برساند. او نمایشنامه را با این امید نوشت که تا زمان اتمام رمانش بتواند درآمدی داشته باشد. تا سال ۱۹۳۴، مدیر برنامه او در تلاش بود تا نمایشنامه و رمان را بفروشد، اما هر دو به‌طور مکرر رد شدند. «سرباز سرخ» کنار گذاشته شد و قرارداد رند برای بازنویسی آن منقضی شد. شوهر رند، فرانک اوکانر بازیگر، تنها نقش‌هایی جزئی با دستمزدی اندک دریافت می‌کرد، که این موضوع زوج را با مشکلات مالی مواجه کرده بود. با تمام شدن آخرین پول‌های به دست آمده از «سرباز سرخ»، رند پیشنهادی برای نمایشنامه جدیدش از طرف ال وودز دریافت کرد؛ وودز پیش از این «محاکمه مری دوگان» را برای برادوی تولید کرده بود. قرارداد شامل شرطی بود که وودز مجاز به ایجاد تغییراتی در متن باشد. رند نگران بود که او با ایجاد تغییرات، چشم‌انداز اصلی او را برای تبدیل نمایشنامه به درامی مرسوم‌تر از بین ببرد؛ به همین دلیل، پیشنهاد وودز را رد کرد.

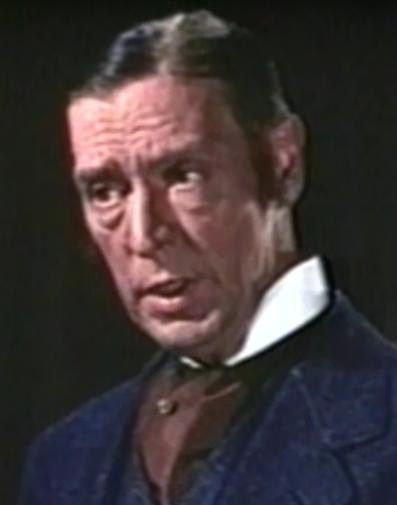
ای. ای. کلایو این نمایشنامه را در سال ۱۹۳۴ با عنوان «زنی در محاکمه» به صحنه برد.

بلافاصله پس از رد پیشنهاد وودز، رند پیشنهادی از بازیگر ولزی، ای.ای. کلایو، برای به صحنه بردن نمایشنامه در لس‌آنجلس را پذیرفت. این نمایش برای اولین بار در هالیوود پلی‌هاوس با عنوان «زنی در محاکمه» به اجرا درآمد؛ که در آن کلایو تهیه‌کننده بود و باربارا بدفورد نقش آندره را بازی می‌کرد. اجرا در ۲۲ اکتبر ۱۹۳۴ آغاز شد و در اواخر نوامبر به پایان رسید.

### اجرای برادوی
با پایان دوره اجرای نمایش در لس‌آنجلس، وودز پیشنهاد خود را برای اجرای نمایش در برادوی تجدید کرد. اگرچه او تهیه‌کننده معروف بسیاری از نمایش‌های مشهور در طول بیش از سه دهه حرفه‌ای خود بود، اما بخش زیادی از ثروتش را در اوایل دهه ۱۹۳۰ از دست داده و در چند سال اخیر نمایش موفقی تولید نکرده بود. رد شدن توسط یک نویسنده نوپا او را شوکه کرد و علاقه‌اش را بیشتر کرد. وودز همچنان می‌خواست حق ایجاد تغییرات در متن نمایشنامه را داشته باشد، اما تغییراتی در قرارداد اعمال کرد تا رند تأثیر بیشتری داشته باشد. رند با اکراه با شرایط او موافقت کرد.
رند در اوایل دسامبر ۱۹۳۴، برای شرکت در افتتاحیه‌ای در ژانویه ۱۹۳۵، وارد شهر نیویورک شد. تأمین مالی نمایشنامه شکست خورد و تولید را برای چند ماه به تأخیر انداخت تا اینکه وودز تأمین مالی جدیدی از مالک تئاتر، لی شوبرت، دریافت کرد. وقتی کار از سر گرفته شد، رابطه رند با وودز به سرعت خراب شد، زیرا او تغییراتی را مطالبه می‌کرد که بعدها رند آن را به عنوان «انبوهی زباله از ابزارهای ملودراماتیک فرسوده و نامربوط» به تمسخر گرفت. وودز موفقیت خود را در برادوی با ملودرام‌های سطحی مانند «نلی، مدل زیبا از ردای مجلسی» و کمدی‌های بی‌پروا مانند «نیمه‌باکره» به دست آورده بود. وودز به آنچه که «سخنرانی‌های پرادعای» رند می‌نامید، علاقه‌ای نداشت و ترجیح می‌داد که درگیری دراماتیک بر روی عناصر ملموسی مانند این که آیا متهم اسلحه دارد، متمرکز شود. تغییرات اعمال‌شده در اثر رند شامل خلق یک شخصیت جدید بود؛ یک گان مول که توسط معشوقه شوبرت (مالک تئاتر) بازی می‌شد.
قرارداد بین وودز و رند به وودز اجازه می‌داد تا در صورت لزوم همکارانی را استخدام کند و به آن‌ها سهم محدودی از حق تالیف‌های نویسنده پرداخت کند. او ابتدا جان هیدن را برای کارگردانی استخدام کرد و یک درصد از حق تألیف ۱۰ درصدی رند را به او پرداخت نمود. اگرچه هیدن کارگردان موفقی در برادوی بود، رند او را دوست نداشت و بعدها او را «یک همراه بسیار ناپسند در برادوی» نامید. همزمان با آغاز برگزاری آزمون‌های انتخاب بازیگر در فیلادلفیا، وودز تغییرات بیشتری در متن نمایش مطالبه کرد و از امتناع رند برای اعمال برخی از این تغییرات ناامید شد. او لوئیس ویتزن‌کورن، نویسنده موفق نمایش قبلی «فایو استار فاینال»، را به عنوان ویراستار متن استخدام کرد. رابطه رند با ویتزن‌کورن از روابط او با وودز یا هیدن بدتر بود؛ زیرا او و ویتزن‌کورن نه تنها بر سر تفاوت‌های سیاسی بلکه بر سر ایده‌های ویتزن‌کورن برای نمایش به مشاجره پرداختند. وودز بدون اطلاع رند، یک درصد دیگر از حق تالیف‌های او را به ویتزن‌کورن اختصاص داد.
رند شکایتی علیه وودز به «انجمن داوری آمریکا» ارائه داد؛ او از دریافت هرگونه سهمی از حق‌الزحمه‌هایش توسط ویتزن‌کورن اعتراض داشت و به هیئت داوری گفت که ویتزن‌کورن تنها یک خط به نمایش اضافه کرده که پس از آزمون‌های انتخاب بازیگر حذف شده بود. با شنیدن این شهادت، یکی از داوران با حیرت پاسخ داد: «این تمام کاری بود که او انجام داد؟» در دو جلسه داوری، هیئت حکم داد که ویتزن‌کورن باید یک درصد توافق‌شده خود را دریافت کند. اما وودز نمی‌توانست این پرداخت را از حق تألیف رند کسر کند، زیرا پیش از آن به او اطلاع داده نشده بود. با وجود اختلافات بین رند و وودز، نمایش در تاریخ ۱۶ سپتامبر ۱۹۳۵ در تئاتر امباسادور متعلق به شوبرت افتتاح شد و به مدت هفت ماه با موفقیت اجرا گردید. این نمایش پس از ۲۸۳ اجرا در تاریخ ۴ آوریل ۱۹۳۶ به پایان رسید.

### اجراها و انتشارات بعدی

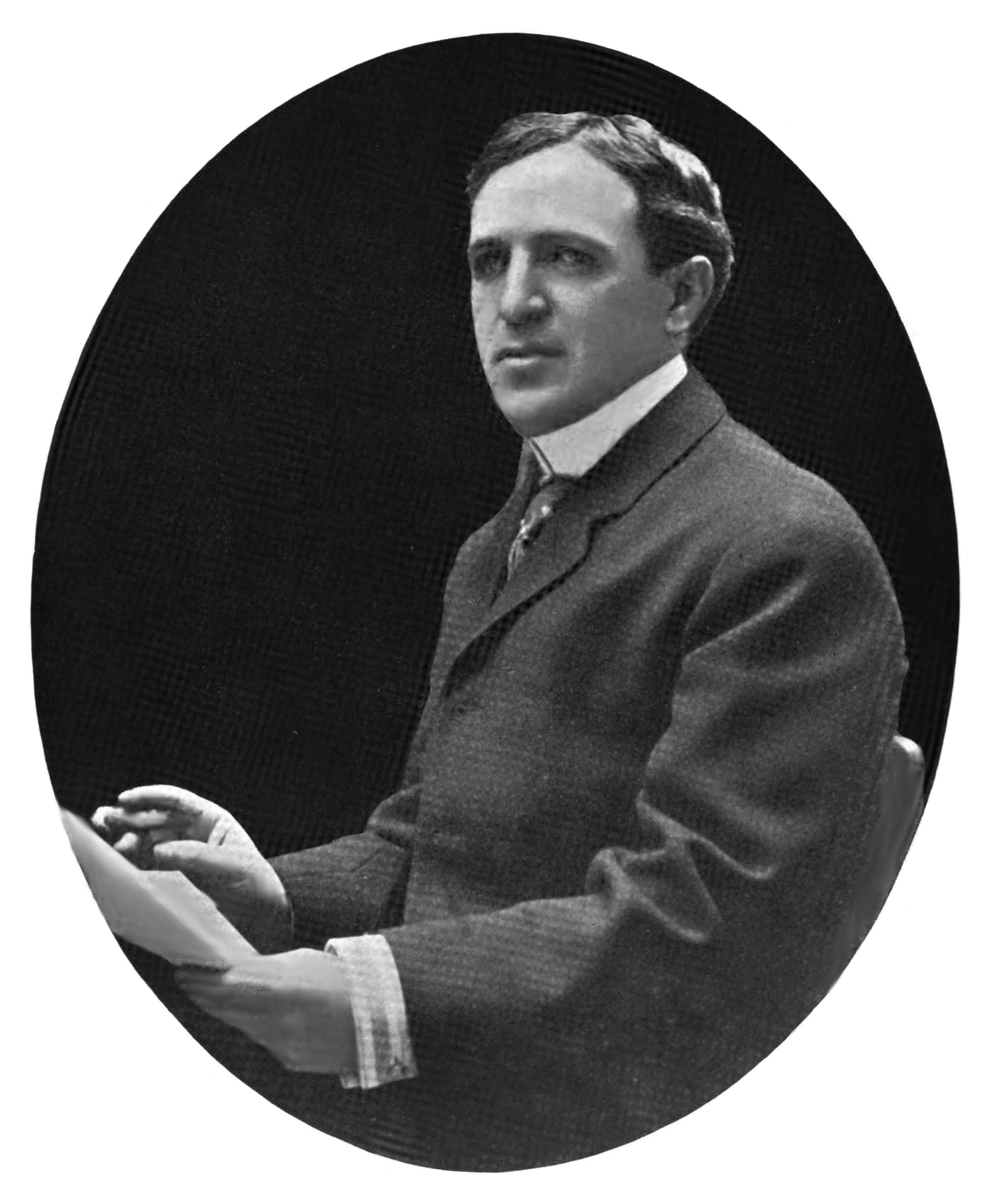
ال وودز تهیه‌کننده، نمایش را در سال ۱۹۳۵ به برادوی آورد.

زمانی که موفقیت نمایش در برادوی قطعی شد، وودز اجرای آن را در شهرهای دیگر آغاز کرد، با سان فرانسیسکو شروع کرد. این نمایش در آنجا در تئاترگیری در تاریخ ۳۰ دسامبر ۱۹۳۵ افتتاح شد و به مدت پنج هفته با نیدا هریگان در نقش اصلی اجرا گردید. زمانی که اجرا به تئاتر ال کاپیتان در لس‌آنجلس منتقل شد، هریگان همراه نمایش باقی ماند؛ جایی که در تاریخ ۱ مارس ۱۹۳۶ افتتاحیه اولین اجرا بود. پس از بسته شدن اجرای برادوی، وودز تور جاده‌ای را آغاز کرد که شامل اجراهایی در بوستون و شیکاگو می‌شد.
اجرای‌های بین‌المللی این نمایش شامل اجراهایی در لندن، مونترال و سیدنی بود. اجرای لندن در تاریخ ۲۹ سپتامبر ۱۹۳۶ افتتاح شد؛ در آنجا فیبی فاستر برای اولین بار در لندن نقش اصلی را بازی کرد. این اجرا پس از ۲۲ نمایش بسته شد. اجرای مونترال در تاریخ ۱۶ ژوئن ۱۹۴۱ آغاز گردید که در آن فی ری نقش آندره و رابرت ویلکاکس نقش ریگان را ایفا کردند. در سیدنی، نمایش در تئاتر مینرووا در ۱۹ ژوئن ۱۹۴۴ افتتاح شد و تلما گریگ نقش آندره را بر عهده داشت.
شب ۱۶ ژانویه اولین بار در سال ۱۹۳۶ در نسخه‌ای برای سازمان‌های تئاتر آماتور منتشر شد، با استفاده از نسخه‌ای که توسط استاد درام، ناتانیل ادوارد ریید، ویرایش شده بود و شامل تغییرات بیشتری به منظور حذف عناصری مانند ناسزا گفتن و سیگار کشیدن می‌شد. رند این نسخه را به دلیل تغییرات اعمال‌شده رد کرد. در سال ۱۹۶۰، شاگرد رند، ناتانیل براندن، درخواست اجرای عمومی نمایشنامه‌خوانی برای دانشجویان در مؤسسه ناتانیل براندن را داشت. رند نمی‌خواست او از نسخه آماتور استفاده کند؛ بنابراین متنی بازنگری‌شده تهیه کرد که بیشتر تغییرات وودز و ریید را حذف کرده بود. او «نسخه نهایی و قطعی» خود را در سال ۱۹۶۸ به همراه مقدمه‌ای دربارهٔ تاریخچه نمایش منتشر کرد.
در سال ۱۹۷۲، رند تأیید کرد که نمایشنامه به صورت یک بازسازی خارج از برادوی به اجرا درآید؛ بازسازی‌ای که از نسخه ترجیحی او از متن بهره می‌برد و شامل تعداد زیادی تغییر کوچک اضافی در زبان نسبت به نسخه ۱۹۶۸ بود. این بازسازی همچنین از عنوان اصلی او، افسانه پنت‌هاوس استفاده کرد. این اجرا توسط فیلیپ و کی نولته اسمیت، زوج متأهلی که دوستان رند بودند، تهیه شد. کی اسمیت نیز تحت نام هنری کی گیلیان در این نمایش بازی کرد. این اجرا در تئاتر پشت‌بام مک‌آلپین در تاریخ ۲۲ فوریه ۱۹۷۳ افتتاح شد و پس از ۳۰ نمایش در تاریخ ۱۸ مارس به پایان رسید.
شب ۱۶ ژانویه آخرین موفقیت تئاتری برای رند و البته وودز بود. نمایشنامه بعدی رند، ایده‌آل، فروشی نداشت و اقتباس تئاتری از ما زندگان در سال ۱۹۴۰ شکست خورد. رند با رمان ۱۹۴۳ خود، سرچشمه، موفقیتی پایدار و ثبات مالی به دست آورد. وودز چند نمایش دیگر نیز تولید کرد؛ اما هیچ‌یک موفقیت‌آمیز نبودند و زمانی که در سال ۱۹۵۱ درگذشت، ورشکسته بود و در یک هتل زندگی می‌کرد.

## خلاصه داستان
طرح داستان شب ۱۶ ژانویه بر محور محاکمه یک منشی به نام کارن آندره به جرم قتل کارفرمایش، بیورن فالکنر می‌چرخد که مدیر اجرایی بود. فالکنر با کلاهبرداری از شرکت خود و میلیون‌ها دلار در تجارت طلا سرمایه‌گذاری کرده بود و در پی یک سقوط مالی با ورشکستگی مواجه شده بود. وقایع نمایش به‌طور کامل در یک دادگاه رخ می‌دهند؛ فالکنر هرگز به صحنه نمی‌آید. در شب ۱۶ ژانویه، فالکنر و آندره در پنت‌هاوس ساختمان فالکنر در نیویورک حضور داشتند، زمانی که به ظاهر فالکنر سقوط کرد و جان خود را از دست داد. در طول سه پرده، دادستان، آقای فلینت و وکیل مدافع آندره، آقای استیونز شاهدانی را احضار می‌کنند که شهادت‌های آن‌ها داستان‌های متضادی را شکل می‌دهد.
در ابتدای پرده اول، قاضی از منشی دادگاه می‌خواهد اعضای هیئت منصفه را از میان تماشاگران فراخوانی کند. پس از اینکه هیئت منصفه به صندلی‌های خود نشستند، استدلال دادستان آغاز می‌شود. فلینت توضیح می‌دهد که آندره تنها منشی فالکنر نبوده، بلکه معشوق او نیز بوده است. او می‌گوید فالکنر، آندره را ترک کرد تا با نانسی لی ویتفیلد ازدواج کند و در نهایت او را اخراج کرده بود، امری که آندره را بر آن داشت تا او را به قتل برساند. سپس فلینت شاهدان متعددی را احضار می‌کند؛ از جمله بازپرس پزشکی که شهادت می‌دهد بدن فالکنر به قدری توسط سقوط آسیب دیده بود که مشخص کردن اینکه آیا ضربه باعث مرگ او شده یا او پیش از سقوط مرده بوده، غیرممکن است. نگهبان شب سالخورده و یک کارآگاه خصوصی، مشاهدات خود از آن شب را توصیف می‌کنند. یک بازرس پلیس نیز شهادت می‌دهد که یادداشتی مربوط به خودکشی پیدا کرده است. سرایدار بسیار مذهبی فالکنر با نارضایتی رابطه جنسی بین آندره و فالکنر را شرح می‌دهد و می‌گوید پس از ازدواج فالکنر، آندره را با مرد دیگری دیده است. نانسی لی دربارهٔ آشنایی و ازدواج خود با فالکنر شهادت می‌دهد و خودشان را به عنوان یک زوج ایده‌آل به تصویر می‌کشد. پرده با صحبت ناگهانی و خارج از نوبت آندره به پایان می‌رسد که نانسی لی را به دروغ گفتن متهم می‌کند.

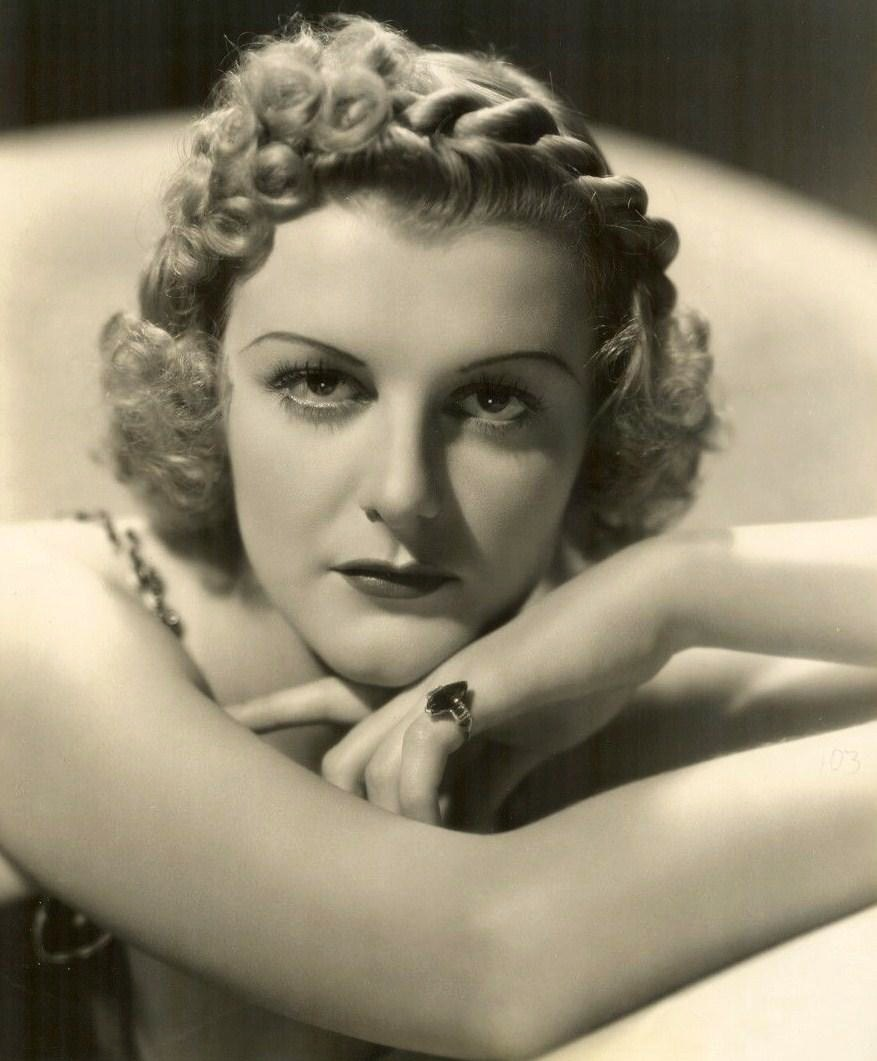
دوریس نولان در برادوی نقش کارن آندره را بازی کرد.

پرده دوم به ادامه استدلال دادستان می‌پردازد. فلینت، جان گراهام ویتفیلد – پدرخوانده فالکنر و رئیس بانک ملی ویتفیلد – را احضار می‌کند. او دربارهٔ وام بزرگی که به فالکنر داده بود شهادت می‌دهد. در مقابل، وکیل مدافع استیونز، پیشنهاد می‌کند که این وام برای «خرید» ازدواج فالکنر با دختر ویتفیلد استفاده شده است. پس از این شهادت، استدلال دادستان پایان می‌یابد و نوبت به استدلال وکیل مدافع می‌رسد. یک کارشناس خط دربارهٔ امضای نوشته خودکشی شهادت می‌دهد. حسابدار فالکنر وقایعی را که بین اخراج آندره و شب مرگ فالکنر رخ داده و مسائل مالی مربوط به آن را توصیف می‌کند. سپس آندره به صحنه می‌آید و رابطه‌اش با فالکنر را به عنوان معشوق و شریکش در کلاهبرداری مالی شرح می‌دهد. او می‌گوید ازدواج فالکنر برای او مسئله‌ای ناراحت‌کننده نبوده، چرا که این ازدواج در واقع معامله‌ای برای تأمین اعتبار از بانک ویتفیلد محسوب می‌شد. هنگامی که او شروع به توضیح دلایل ادعای خودکشی فالکنر می‌کند، ورود «گَتس» ریگان – یک گانگستر بدنام – صحبت‌های آندره را قطع می‌کند و او به آندره اعلام می‌کند که فالکنر مرده است. علی‌رغم اینکه آندره در حال محاکمه به جرم قتل فالکنر است، از این خبر شوکه شده و غش می‌کند.
پرده نهایی به ادامه شهادت آندره می‌پردازد؛ او اکنون به جای تندخویی، جدی و متین است. او می‌گوید که او، فالکنر و ریگان همدست شدند تا خودکشی فالکنر را صحنه‌سازی کنند و از پول دزدیده‌شده از ویتفیلد فرار کنند. ریگان که همچنین عاشق آندره بود، جسد دزدیده‌شده شریک جنایی‌اش «لفتی» اُتول، را فراهم کرد تا از ساختمان به بیرون پرتاب شود. در مقابل، فلینت ادعا می‌کند که آندره و ریگان از اطلاعات خود دربارهٔ فعالیت‌های جنایی گذشته برای اخاذی از فالکنر استفاده می‌کردند. سپس استیونز ریگان را احضار می‌کند؛ ریگان شهادت می‌دهد که قرار بود پس از تحویل جسد دزدیده‌شده به آندره، در هواپیما با فالکنر ملاقات کند؛ اما فالکنر نرسید و هواپیما ناپدید شد. به جای فالکنر، ریگان با ویتفیلد روبه‌رو شد و تفیلد چبهکاو ی داد که طبق گفته ریگان، برای خرید سکوت او بود. بعداً ریگان هواپیمای گمشده را پیدا کرد که به همراه جسدی که او حدس می‌زد جسد فالکنر است، سوخته بود. بازپرس فلینت نظریه‌ای جایگزین ارائه می‌دهد: ریگان جسد دزدیده‌شده را داخل هواپیما قرار داد تا تردیدهایی دربارهٔ گناه آندره ایجاد کند و چک ویتفیلد پول حفاظت برای باند ریگان بود. در نسخه‌های برادوی و آماتوری نمایش، شاهد بعدی، روبرتا ون رنسلر، رقصنده‌ای خارجی و همسر اُتول است که معتقد است ریگان همسرش را کشته است؛ اما این شخصیت در نسخه ترجیحی رند حضور ندارد. سپس استیونز دو شاهد دیگر را به خاطر مسائل مرتبط با شهادت ریگان فراخواند. در پایان، وکیل مدافع و دادستان استدلال‌های نهایی خود را ارائه می‌دهند.
هیئت منصفه به صندلی‌های خود بازمی‌گردند تا رأی‌شان را اعلام کنند، در حالی که شخصیت‌ها نکات مهم شهادت‌های خود را زیر نورافکن تکرار می‌کنند. سپس، هیئت منصفه بازمی‌گردد تا حکم خود را اعلام کند. یکی از دو پایان کوتاه را به دنبال دارد:
- اگر آندره بی‌گناه شناخته شود، از هیئت منصفه تشکر می‌کند.
- اگر او مجرم شناخته شود، می‌گوید که هیئت منصفه او را از ارتکاب خودکشی نجات داده است.

در نسخه آماتوری ریید، پس از هر دو حکم، قاضی هیئت منصفه را به خاطر قضاوت ضعیف‌شان توبیخ می‌کند و اعلام می‌کند که دیگر نمی‌توانند در هیئت منصفه حضور داشته باشند.

## عنوان

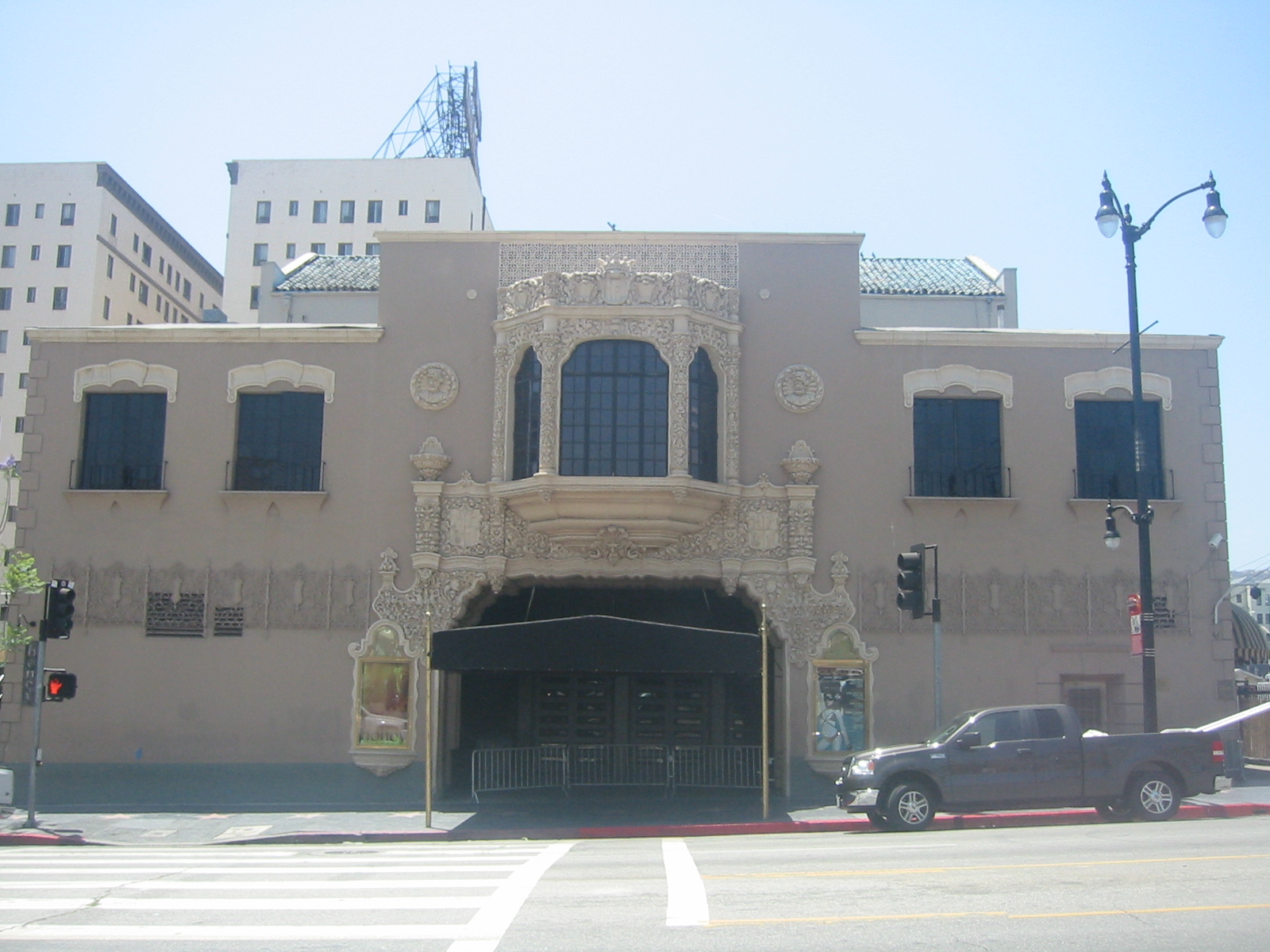
این نمایش به عنوان «زنی در محاکمه» در هالیوود پلی‌هاوس به صحنه آمد.

اگرچه این نمایش بیشتر به عنوان شب ۱۶ ژانویه شناخته می‌شود، اما عنوان آن چندین بار تغییر کرده و چندین عنوان جایگزین در نظر گرفته شده‌اند. عنوان انتخابی رند، افسانه پنت‌هاوس بود. وقتی کلایو نمایش را بر عهده گرفت، فکر می‌کرد عنوان رند داستانی خیالی را تداعی می‌کند که می‌تواند تماشاگران احتمالی را دلسرد کند. در تمرین‌های هالیوود پلی‌هاوس، نمایش با عنوان «حکم» شناخته می‌شد، اما در همان‌جا با عنوان «زنی در محاکمه» به صحنه رفت. وقتی وودز نمایش را به برادوی برد، اصرار بر یک عنوان جدید داشت. او به رند پیشنهاد کرد بین «سدان سیاه» و «شب ۱۶ ژانویه» یکی را انتخاب کند؛ رند هیچ‌یک را دوست نداشت، اما دومی را انتخاب کرد. وودز بعداً دو تغییر نام دیگر را پیشنهاد داد اما آن‌ها را اجرایی نکرد. پیش از افتتاح، او در نظر داشت نمایش را به «شب جوان است» تغییر نام دهد. پس از افتتاح، او حتی فکر می‌کرد که هر روز نام نمایش را به تاریخ جاری تغییر دهد.
وقتی رند نسخهٔ نمایشنامه خود را در سال ۱۹۶۸ منتشر کرد، نوشت که اگرچه عنوان برادوی را دوست ندارد، اما آنقدر معروف است که دیگر نمی‌توان آن را تغییر داد. او با استفاده از عنوان «افسانه پنت‌هاوس» برای اجرای بازسازی‌شده‌ای در سال ۱۹۷۳ موافقت کرد.

## بازیگران و شخصیت‌های اجرای برادوی
شخصیت اصلی و نقش زن اصلی نمایش، متهم کارن آندره است. وودز چند بازیگر زن را برای این نقش در نظر داشت، اما با حمایت رند انتخاب غیرمعمولی انجام داد و بازیگری به نام دوریس نولان را برگزید. این اولین حضور نولان در برادوی بود؛ تجربه حرفه‌ای قبلی او در بازیگری، تلاشی ناموفق درنقش مکمل در یک صحنه فیلم بود. او در ۱۷ سالگی به عنوان یک زن شهرآشوب که ظاهراً مسن‌تر است، انتخاب شد. وودز مدیر نولان بود و از قرارداد او کمیسیونی دریافت می‌کرد. نولان تجربه کافی نداشت و در طول تمرینات عصبی بود؛ وقتی بازیگران زن دیگر برای دیدار می‌آمدند، می‌ترسید که آن‌ها برای جایگزینی او آمده‌اند. اگرچه رند بعدها گفت که او «بازیگر شگفت‌انگیزی» نیست، منتقدان عملکرد او را تحسین کردند. نولان در ماه مارس از گروه بازیگران جدا شد تا قرارداد فیلمی از استودیو یونیورسال را امضا کند.
رند به‌طور فعال تلاش کرد تا والتر پیجن برای ایفای نقش «گَتس» ریگان انتخاب شود. وودز در ابتدا اعتراض کرد، اما در نهایت نقش را به پیجن واگذار کرد. همانند نولان، منتقدان این انتخاب را تأیید کردند. پیجن پس از حدود یک ماه از اجرا خارج شد تا در نمایشنامه دیگری به نام «در زنان حکمت است» نقشی را بازی کند. علی‌رغم اعتراضات رند، او با ویلیام بیکول جایگزین شد؛ رند مورگان کانوی را توصیه کرد که همان نقش را در نمایش «زنی در محاکمه» ایفا کرده بود.
| نقش                   | بازیگران برادوی                                                             | سایر بازیگران برجسته |
| --------------------- | --------------------------------------------------------------------------- | --- |
| مأمور دادگاه          | دونالد اولیور                                                               | |
| قاضی هیث              | جی. آرتور یانگ                                                              | |
| دادستان منطقه‌ای فلینت | ادموند بریس                                                                 | آرتور لوفت (زنی در محاکمه) گرندون رودس (اجرای لندن ۱۹۳۶) |
| وکیل مدافع استیونز    | رابرت شاین                                                                  | بوید اروین (زنی در محاکمه) |
| منشی دادگاه           | جورج اندرسون                                                                | |
| دکتر کیرلند           | ادوارد وینگ                                                                 | |
| جان هیچنز             | کلوین توماس                                                                 | |

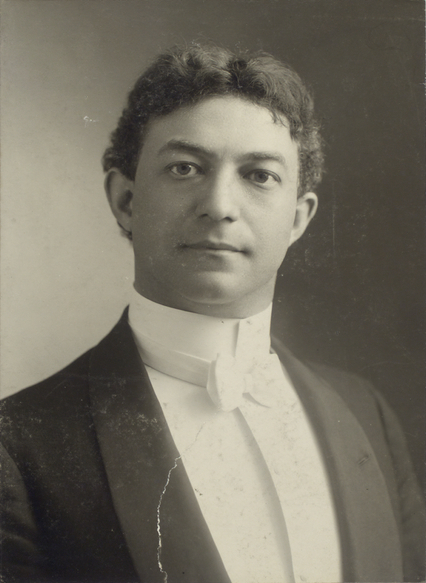
ادموند بریس نقش دادستان منطقه‌ای، فلینت، را در اجرای برادوی بازی کرد.

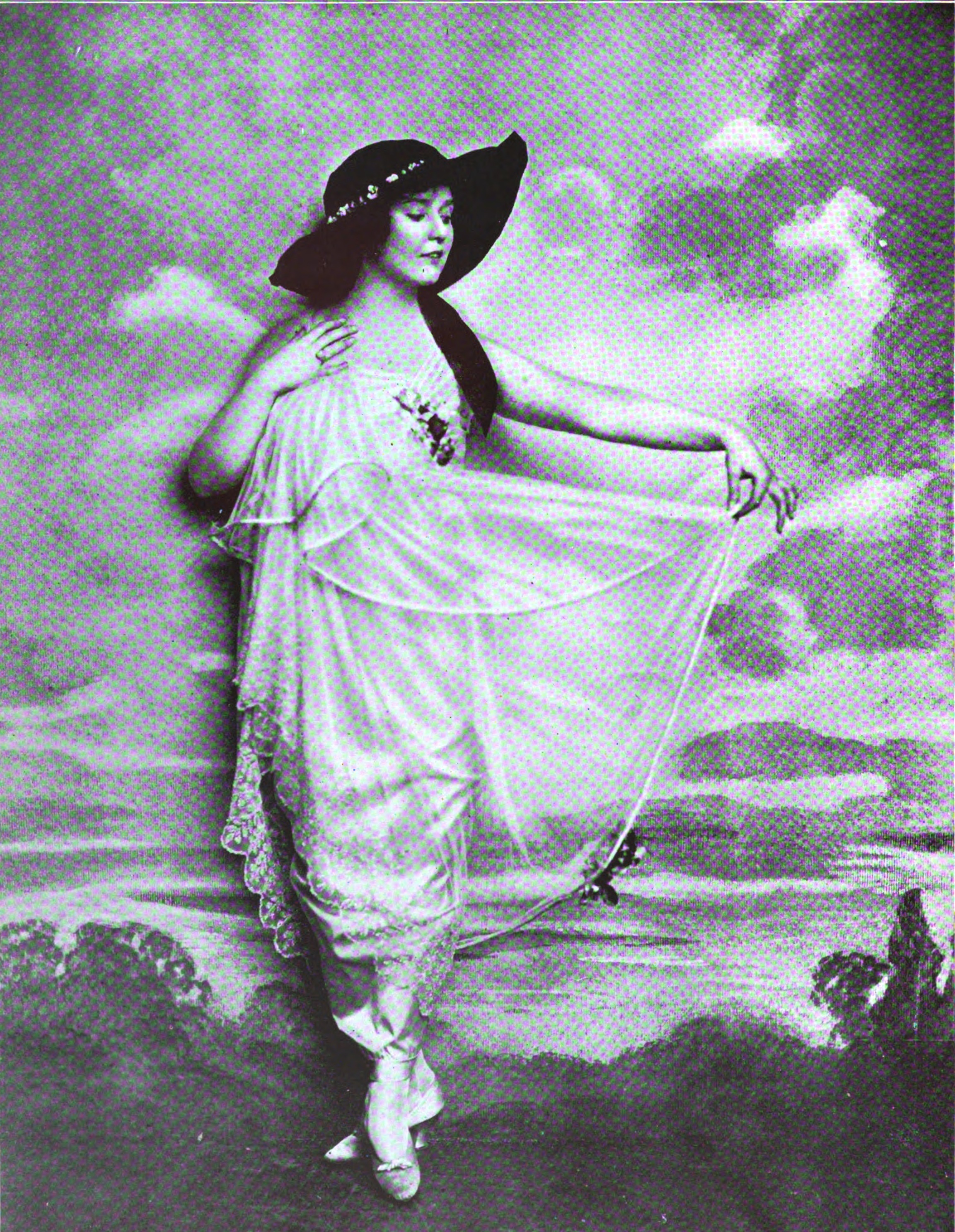
فیبی فاستر در اولین حضور صحنه‌ای خود در لندن نقش کارن آندره را ایفا کرد.

| کارن آندره            | - دوریس نولان (سپتامبر ۱۹۳۵– مارس ۱۹۳۶) - روت متسون (مارس–آوریل ۱۹۳۶)       | - باربارا بدفورد (زنی در محاکمه) - فیبی فاستر (۱۹۳۶ اجرای لندن) - فی ویری (۱۹۴۱ اجرای مونترئال) - تلما گریگ (۱۹۴۴ اجرای سیدنی) - کی نولته اسمیت (افسانه پنت هاوس) |
| هومر ون فلیت          | هری شورت                                                                    | |
| المر سوئینی           | لئو کندی                                                                    | ای.ای. کلایو (زنی در محاکمه) |
| ماگدا سوئنسون         | سارا پدن                                                                    | |
| نانسی لی فالکنر       | ورنا هیلی                                                                   | موزل بریتون (زنی در محاکمه) |
| جان گراهام ویتفیلد    | کلاید فیل‌مور                                                                | |
| جیمز چندلر            | موریس موریس                                                                 | |
| زیگورد یونگکویست      | آرتور پیرسون                                                                | دان بدو (۱۹۳۶ اجرای لندن) |
| لری "گاتس" ریگان      | - والتر پیجین (سپتامبر-اکتبر ۱۹۳۵) - ویلیام بیکول (اکتبر ۱۹۳۵ – آوریل ۱۹۳۶) | - مورگان کانوی (زنی در محاکمه) - رابرت ویلکاکس (۱۹۴۱ اجرای مونترئال)                                                                                              |
| رابرتا ون رنسلر       | مارسلا سوئنسون                                                              | |

## تحلیل دراماتیک

### عضو هیئت منصفه

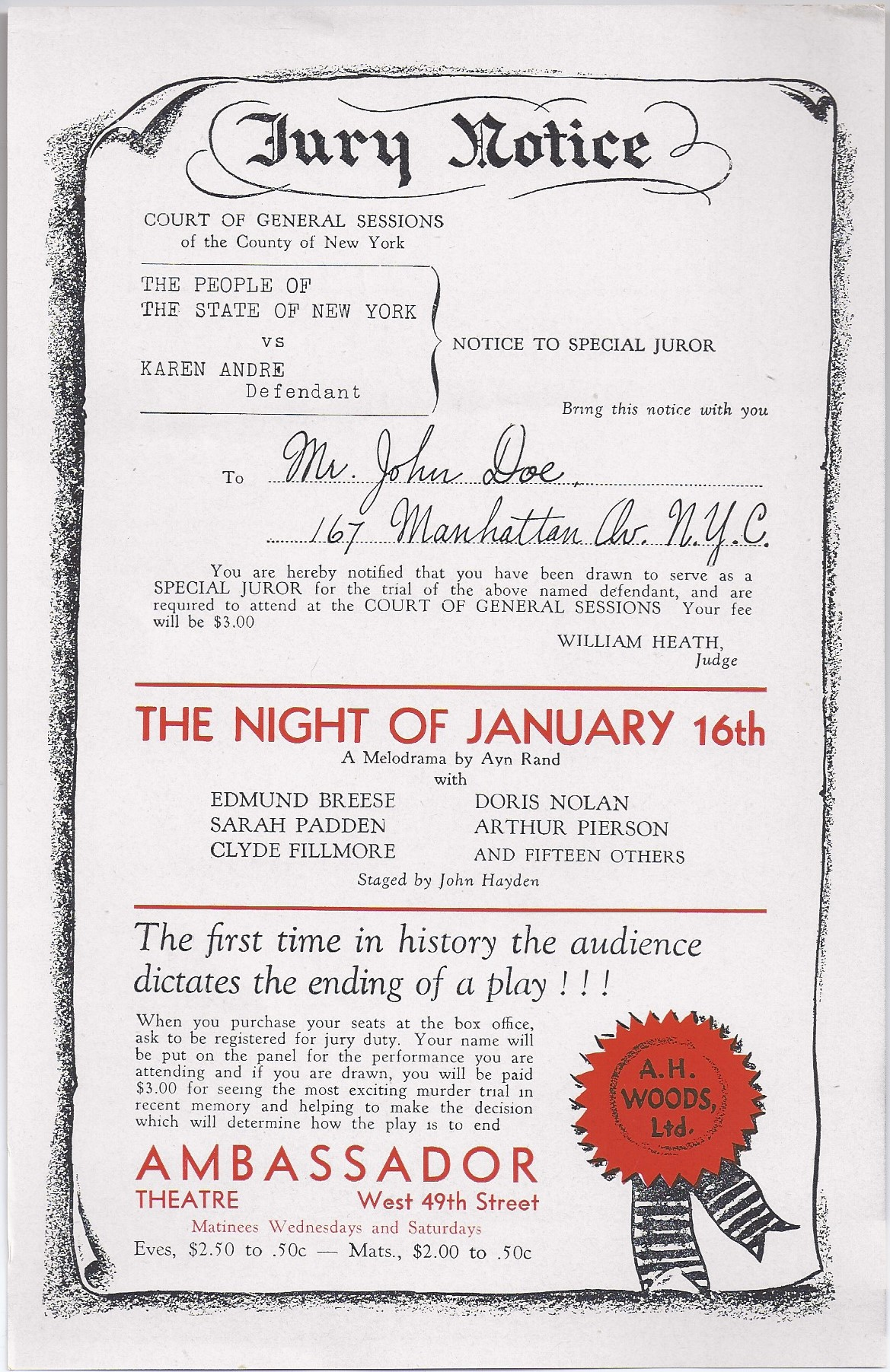
تبلیغات، تماشاگران را دعوت می‌کرد تا به هیئت منصفه نمایش بپیوندند.

انتخاب هیئت منصفه از میان تماشاگران اجرا، نوآوری نمایشی اصلی «شب ۱۶ ژانویه» بود. این امر نگرانی‌هایی را در میان بسیاری از تهیه‌کنندگانی که نمایش را بررسی و رد کرده بودند به وجود آورد. اگرچه وودز این ایده را پسندید، هیدن نگران بود که این کار توهم تئاتری را از بین ببرد؛ او می‌ترسید تماشاگران ممکن است از شرکت در آن امتناع کنند. انتخاب‌های موفق هیئت منصفه در پیش‌نمایش‌ها نشان داد که این مشکلی نخواهد بود. این انتقاد پس از موفقیت نمایش فروکش کرد؛ به طوری که «حقه هیئت منصفه» به شهرت نمایش افزود.
هیئت منصفه نمایش گاهی اوقات شامل تماشاگران مشهور می‌شده است؛ انتخاب‌های برادوی به‌طور عمدی برای حضور سلبریتی‌هایی که معروف بودند و در جمع تماشاگران حضور داشتند، ترتیب داده شده بود. هیئت منصفه افتتاحیه برادوی شامل وکیل ادوارد جی. رِیلی بود که از محاکمه آدم‌ربایی لینبرگ در همان سال شناخته شده بود و قهرمان بوکس جک دِمپسِی نیز حضور داشت. در یک اجرای ویژه برای نابینایان، هلن کلر در هیئت منصفه نشست. این برنامه استفاده از داوران مشهور در طول اجرای برادوی و در دیگر تولیدات نیز ادامه یافت.
رسم استفاده از اعضای هیئت منصفهٔ مشهور در طول اجرای نمایش در برادوی و در اجراهای دیگر ادامه داشت.
وودز تصمیم گرفت هیئت منصفه برای اجرای برادوی برخی از قوانین خدمات هیئت منصفه دادگاه‌های نیویورک را به کار گیرد. یکی از این قوانین پرداخت سه دلار در روز به برای مشارکت در هیئت منصفه بود، این بدان معنا بود که اعضای منتخب تماشاگران حداقل ۲۵ سنت پس از کسر قیمت بلیط سود می‌بردند. قانون دیگر این بود که تنها مردان می‌توانستند در هیئت منصفه حضور یابند، اگرچه وودز استثنائاتی قائل شد، به عنوان مثال در اجرایی که هلن کلر در آن حضور داشت. او بعدها این قانون را شل‌تر کرد تا به زنان اجازه دهد دو بار در هفته در نمایش‌های ماتینی هیئت منصفه باشند. البته برخلاف محاکمه‌های جنایی عادی، برای اعلام حکم تنها نیاز به رأی اکثریت بود و نه اتفاق‌نظر کامل.

### تم‌ها
رند «شب ۱۶ ژانویه» را به عنوان «نمایشی حاکم بر حس زندگی» توصیف می‌کند. او نمی‌خواست رویدادهای نمایشنامه به صورت سطحی و کلمه به کلمه برداشت شوند، بلکه باید به عنوان تجلی روش‌های متفاوت نگرش به زندگی تفسیر گردند. شخصیت آندره نمایانگر نگرشی بلندپروازانه، مطمئن و غیرمتعارف به زندگی است، در حالی که شاهدان دادستانی نماد همسان‌گرایی، حسادت نسبت به موفقیت و تمایل به تسلط بر دیگران محسوب می‌شوند. رند بر این باور بود که تصمیم هیئت منصفه در هر اجرا بازتاب‌دهنده نگرش منصفان نسبت به این دو دیدگاه متضاد زندگی است. وی از فردگرایی حمایت می‌کرد و آندره را «بی‌گناه» قلمداد می‌کرد. او اظهار داشت که می‌خواهد این نمایشنامه پیامی را به مخاطب منتقل کند: «زندگی شما، دستاوردهایتان، خوشبختی شما و شخصیت شما از اهمیت والایی برخوردارند. بدون توجه به شرایط، به بلندترین چشم‌انداز از خود دست یابید. دیدگاه والای عزت نفس، برجسته‌ترین ویژگی انسان است.» وی همچنین تصریح کرد که این اثر «یک رساله فلسفی دربارهٔ اخلاق» نیست و تنها به صورت ابتدایی این دیدگاه را منعکس می‌کند.[۷۰] لازم است ذکر شود که رند بعدها فلسفه‌ای صریح به نام «عینیت‌گرایی» را بسط داد؛ اما «شب ۱۶ ژانویه» قدمتی پیش از آثار فلسفی بعدی او دارد.
برخی مفسران بعدی، این نمایشنامه را بازتاب علاقه اولیه رند به ایده‌های فیلسوف آلمانی فریدریش نیچه می‌دانند. استاد ادبیات، شوشانا میلگرام، عناصری از اخلاق نیچه را در توصیف شخصیت بیورن فالکنر مشاهده کرد که «هرگز به مسائل با دیدگاه درستی یا نادرستی نمی‌نگریست». همچنین، برخی دیگر تحسین رند از شخصیت‌های جنایی در این اثر را مورد توجه قرار دادند. تاریخ‌دان جنیفر برنز معتقد بود که رند، جنایت را به عنوان استعاره‌ای غیرقابل انکار از فردگرایی می‌دید؛ تأثیر «تغییر ارزش‌های نیچه‌ای» جنایتکاران را به قهرمانان مبدل می‌کرد. رند تأکید داشت که جنایت، ویژگی تعیین‌کننده شخصیت‌ها نیست؛ او بیان می‌کرد که یک جنایتکار می‌تواند به عنوان «نمادی بلیغ» از استقلال و شورش علیه همسان‌گرایی به کار رود، اما افزود: «هرگز فکر نکردم، و هنگام نگارش این نمایشنامه نیز چنین اندیشیده نبودم، که یک کلاهبردار شخصیتی قهرمانانه باشد یا یک بانکدار محترم دشمن محسوب شود.» رونالد مریل، زندگی‌نامه‌نویس رند، این توضیح را به عنوان پوششی برای ترویج ایده‌های نیچه‌ای که بعدها توسط رند رد شد، نقد می‌کند. او این اثر را «درخواستی قدرتمند و بلیغ برای جهان‌بینی نیچه‌ای» دربارهٔ برتری «ابرانسان» خواند؛ دیدگاهی که در شخصیت فالکنر نمایان می‌شود و او آن را رد اقتدار اخلاقی خارجی و «اخلاق بردگی» مردم عادی می‌داند. از سوی دیگر، آن هلر بیان می‌کند که رند «پس از آن، از شیفتگی رمانتیک خود نسبت به جنایتکاران دست برداشت»، به طوری که جنایتکاری شخصیت‌ها برای او به شرمساری بدل شد.

## پذیرش و بازخوردها

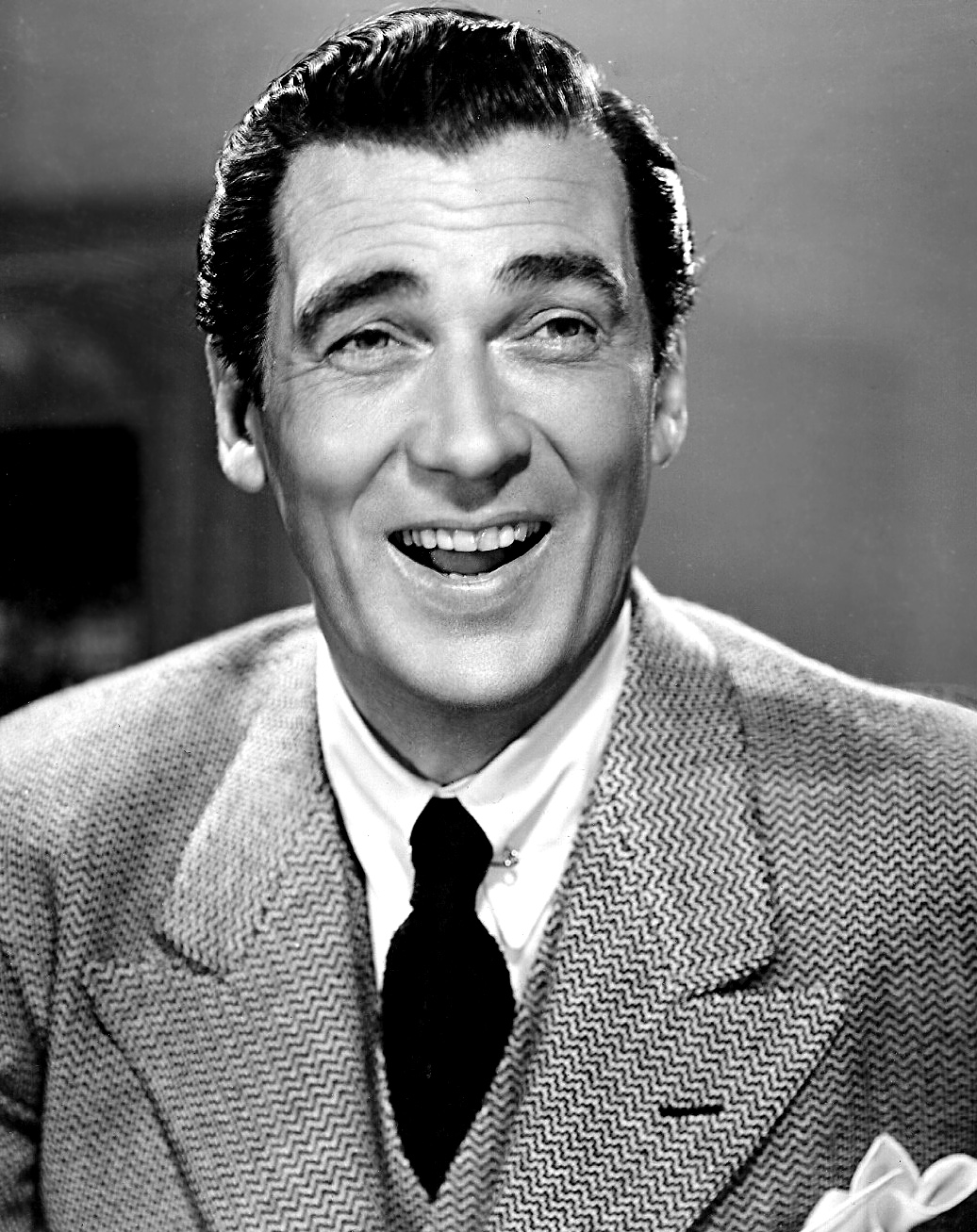
والتر پیجن برای ایفای نقش «گتس» ریگان در تولید برادوی نمایش «شب ۱۶ ژانویه» نقدهای مثبتی دریافت کرد.

از زمان اولین اکران، «شب ۱۶ ژانویه» بازخودهای متنوعی داشته است. اجرای اولیه در لس‌آنجلس با عنوان «زنی در محاکمه» نقدهای مثبتی دریافت کرد؛ رند از اینکه نقدها بر فضای ملودراماتیک نمایشنامه و شباهتش به «محاکمه مری دوگان» تمرکز داشته و به جنبه‌هایی مانند تضاد ایده‌های فردگرایی و همسان‌گرایی توجهی نشده، مأیوس شد. اگرچه رند بعداً این تولید را «به شدت از کمبود بودجه آسیب‌دیده» و «کفایت‌کننده، اما تا حدی بدون هیجان» توصیف کرد، اما در مدت زمان کوتاه اجرا، عملکرد قابل قبولی در باکس‌آفیس داشت.
اجرای برادوی نقدهای عمدتاً مثبتی دریافت کرد که ملودراما و بازیگری نولان و پیجین را تحسین می‌کرد. مجله «کامانویال» آن را «خوب ساختار یافته، به اندازه کافی نوشته شده، به طرز شگفت‌آوری کارگردانی شده … و به شکل عالی بازی شده» توصیف کرد. روزنامه «بروکلین دیلی ایگل» اظهار داشت که اکشن نمایشنامه «در لحظاتی به صورت ناگهانی» اتفاق می‌افتد، اما بازیگری و نوآوری استفاده از هیئت منصفه را ستایش کرد. منتقد «نیویورک پست»، جان میسون براون، گفت که نمایشنامه دارای برخی نقص‌هاست، اما یک ملودرامای هیجان‌انگیز و فراتر از متوسط محسوب می‌شود. بروکس اتکینسون در «نیویورک تایمز» نقد منفی ارائه کرد و آن را «ترکیبی معمولی از حماقت» خواند. نقدی از «تیاتر آرتس مانثلی» نیز این اثر را به عنوان «بازی مد روز» که در مجلس پذیرایی سرگرم‌کننده است اما روی صحنه «کاملاً احمقانه» به نظر می‌رسد، رد کرد. برخی نقدها بر وودز به عنوان منبع ویژگی‌های مثبت نمایشنامه تمرکز داشتند، زیرا او پیش از این موفقیت‌های تئاتری زیادی کسب کرده بود. «تایم» گفت که وودز در حال تکرار فرمول موفقیت‌آمیز از «محاکمه مری دوگان» است. نقدهایی که این عناصر را تحسین می‌کردند برای رند شرم‌آور بود، زیرا تغییرات وودز را منفی می‌دانست؛ و باز هم منتقدان به جنبه‌های گسترده‌تری که رند آن‌ها را مهم می‌دانست، توجه نکردند.
اجراهای حرفه‌ای در سایر شهرهای آمریکای شمالی معمولاً نقدهای مثبتی دریافت کردند. آستین بی. فنگر، اجرای سان‌فرانسیسکو در تئاتر «جیاری» را «تئاتری فوق‌العاده»، «به‌خوبی بازی شده» و «به وضوح نوشته شده» توصیف کرد. چارلز کالینز گفت اجرای شیکاگو «داستانی درجه یک» است که توسط گروه بازیگری برجسته به‌خوبی اجرا شده است. توماس آرچر در نقد اجرای مونترال، آن را «واقع‌گرایانه» و «جذاب» توصیف کرد.
اجرای لندن در سال ۱۹۳۶ نقدهای عمدتاً مثبتی دریافت کرد، اما از نظر تجاری موفق نبود. منتقدی از روزنامه «تایمز» بازی فاستر را «تنش‌زا و زیبا» توصیف کرد. در «دیلی تلگراف»، منتقد دبلیو. ای. دارلینگتون گفت که نمایش برای مخاطبان محبوب خواهد بود، اما اجرا در کمتر از یک ماه به پایان رسید. نقد «گلاسگو هیرالد» آن را به عنوان «تریلری قوی و سریع» توصیف کرد، اگرچه دیالوگ‌های آن نسبت به «محاکمه مری دوگان» ضعیف‌تر تلقی شد. منتقد «اسپکتیتور» انتقاد بیشتری داشت و اظهار کرد که خود نمایش قوی است، اما توسط «بازی متوسط» از «بازیگران ضعیف» تضعیف شده است.
احیای ۱۹۷۳ با عنوان «افسانه پنت‌هاوس» شکست خورده و نقدهای بسیار منفی دریافت کرد. منتقدی در «ویلج ویس» نقاط پیچشی ملودراماتیک داستان را تحسین کرد، اما گفت که نمایشنامه «به طرز مضحکی بد نوشته شده» و تولید آن «سنتی و سردستی» است. در «نیویورک تایمز»، کلیو بارنز نمایشنامه را خسته‌کننده دانست و بازیگری را «به‌طور ویژه خوب» ندانست. این اجرا ظرف چند هفته به پایان رسید.
آکادمی‌ها و زندگی‌نامه‌نویسان نیز نظرات متفاوتی دربارهٔ این نمایشنامه داشته‌اند. پژوهشگر تئاتر، جرالد بوردمن، آن را «یک درام دادگاهی معمولی» دانست که با عنصر هیئت منصفه محبوبیت یافته است، هرچند بازیگری بریز و پیجین را ستایش کرد. تاریخ‌دان جیمز بیکر رفتار دادگاهی رند را غیرواقعی قلمداد کرد، اما گفت مخاطبان این نکته را می‌بخشند زیرا لحظات دراماتیک نمایشنامه «بسیار سرگرم‌کننده» هستند. او اظهار داشت که این نمایشنامه «سرگرمی بزرگی» است که با «یک زن به‌شدت جذاب» و یک «ترفند نوآورانه» به هم پیوسته شده، اما «فلسفه نیست» و نمی‌تواند موضوعات مورد نظر رند را به خوبی منتقل کند. جنیفر برنز دیدگاهی مشابه داشت و بیان کرد که تلاش‌های نمایشنامه برای به تصویر کشیدن فردگرایی «نتایج مشکوکی دارد… رند قصد داشت بیورن فالکنر تجسم فردگرایی قهرمانانه باشد، اما در نمایشنامه او چیزی بیش از یک تاجر بی‌رحم با سلیقه‌ای برای رابطه جنسی خشن به نظر نمی‌رسید». پژوهشگر ادبیات، میمی ریزل گلَدتاین، این اثر را «اهمیت‌دار از نظر نبوغ دراماتیک و محتوای موضوعی» توصیف کرد. آن هلر، زندگی‌نامه‌نویس رند، آن را «جذاب، اگرچه خشک» دانست، در حالی که رونالد مریل آن را «یک درام ماهرانه ساخته شده» اما با «ناتوانی عجیب رند در نوشتن یک طرح معمایی مؤثر بدون بر جا گذاشتن خلأها» توصیف کرد. منتقد نشریه میستری، ماروین لاچمن، نوآوری استفاده از هیئت منصفه را برجسته دانست اما نمایشنامه را به عنوان غیرواقعی با «دیالوگ‌های خشک» و «شخصیت‌های کلیشه‌ای» می‌دانست.

## اقتباس‌ها

### فیلم‌ها

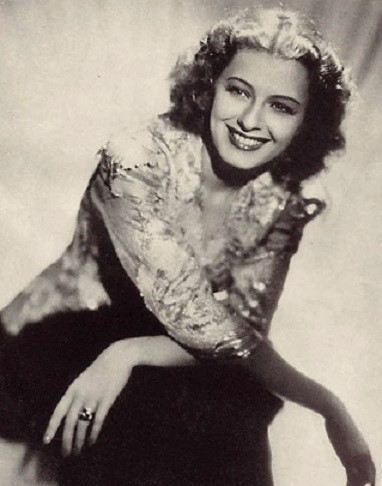
Ellen Drew starred in the 1941 movie adaptation.

حقوق فیلم‌سازی نمایشنامه «شب ۱۶ ژانویه» ابتدا در اکتبر ۱۹۳۴ توسط مترو-گلدویین-مایر (MGM) و به عنوان یک پروژه احتمالی برای لرتا یانگ خریداری شد. آن‌ها رند را استخدام کردند تا یک فیلمنامه بنویسد، اما این پروژه کنار گذاشته شد. پس از انقضای حق انتخاب MGM، وودز به فکر ساخت نسخه‌ای سینمایی از طریق شرکت تولیدی خود افتاد، اما در سال ۱۹۳۸ استودیو RKO حقوق پخش فیلم را به مبلغ ده هزار دلار (معادل ۲۱۰ هزار دلار در سال ۲۰۲۲) خریداری کرد، که این مبلغ بین وودز و رند تقسیم شد. RKO کلودت کولبر و لوسیل بال را به عنوان ستارگان احتمالی در نظر گرفت، اما آن‌ها نیز از اقتباس صرف‌نظر کردند. حقوق فیلم در ژوئیه ۱۹۳۹ به پارامونت پیکچرز با قیمت ۳۵ هزار دلار (معادل ۷۴۰ هزار دلار در سال ۲۰۲۲) فروخته شد. پارامونت در سال ۱۹۴۱ یک فیلم منتشر کرد؛ رند در تولید این فیلم مشارکت نداشت. فیلم توسط ویلیام کلمِنز کارگردانی شد و دلمر دیوِس، رابرت پیروش و ایو گرین برای تهیه فیلمنامه جدید استخدام شدند.
فیلمنامه جدید تغییرات قابل توجهی در طرح داستان ایجاد کرد و بر روی استیو ون رویل (رابرت پریستون)، یک ملوان که پست هیئت مدیره یک شرکت تحت رهبری بیورن فالکنر (نیلز آستر) را به ارث می‌برد، تمرکز داشت. برخلاف نمایشنامه، که در آن فالکنر قبلاً مرده است، او در فیلم به عنوان شخصیتی زنده ظاهر می‌شود که ظاهراً کشته شده است. مظنون اصلی به قتل، منشی فالکنر، کیت لین (الن درو) است؛ ون رویل تصمیم می‌گیرد دربارهٔ جرم ادعا شده تحقیق کند. فالکنر در کوبا پنهان شده و پس از جعل مرگ خود پیدا می‌شود. رند گفت که تنها یک خط از دیالوگ اصلی او در فیلم وجود داشت که آن را به عنوان «ابتذال ارزان و زشت» رد کرد. این فیلم هنگام انتشار توجه کمی را جلب کرد و بیشتر نقدها در مورد آن منفی بود.
در سال ۱۹۸۹، گواهی، یک اقتباس هندی از نمایش «شب ۱۶ ژانویه»، منتشر شد. بازیگر هندی، زینات آمان، در نقشی اصلی به ایفای نقش پرداخت و در کنار او شکهار کاپور و آشوُتوش گاواریکر حضور داشتند.

### تلویزیون و رادیو
در دهه‌های ۱۹۵۰ و ۱۹۶۰، نمایشنامه «شب ۱۶ ژانویه» دستمایه اقتباس توسط چندین سریال تلویزیونی بود. اولین اقتباس مربوط به برنامه «تئاتر تلویزیونی برادوی» شبکه تلویزیونی WOR بود که در ۱۴ ژوئیه ۱۹۵۲ پخش شد و در آن بازیگرانی مانند نیل همیلتون و ویرجینیا گیلمور حضور داشتند.
در شبکه CBS، سریال «تئاتر ویدئویی لوکس» نسخه‌ای از «شب ۱۶ ژانویه» را در ۱۰ مه ۱۹۵۶ ارائه داد که فیلیس تاکستر در نقش آندره بازی می‌کرد.
در بریتانیا، ماکسین ادلی نقش اصلی را در برنامه «نمایش هفتگی آی تی وی» که در ۱۲ ژانویه ۱۹۶۰ پخش شد، برعهده داشت؛ در حالی که سس لیندر نقش دادستان منطقه‌ای را بازی کرد. پخش این برنامه ابتدا برای ۶ اکتبر ۱۹۵۹ برنامه‌ریزی شده بود، اما به‌منظور جلوگیری از برداشت‌های احتمالی به‌عنوان اظهار نظر سیاسی پیش از انتخابات عمومی که در همان هفته برگزار می‌شد، به تعویق افتاد.
همچنین یک اقتباس رادیویی از نمایشنامه در ۴ اوت ۱۹۶۲ در سرویس خانگی بی‌بی‌سی پخش شد.